# کورسو ایتالیا (تورنتو)
کورسو ایتالیا (انگلیسی: Corso Italia) محله ای در تورنتو), انتاریو، کانادا، واقع در خیابان خیابان سن کلیر، بین خیابان وست مونت (درست شرق خیابان دافرین و خیابان خیابان لانزداون است.